# Styrsjöbo
Styrsjöbo is een plaats in de gemeente Leksand in het landschap Dalarna en de provincie Dalarnas län in Zweden. De plaats heeft 84 inwoners (2005) en een oppervlakte van 31 hectare. De plaats ligt aan het meer Styrsjön.